# (1213) Algeria
(1213) Algeria ist ein Asteroid des Hauptgürtels, der am 5. Dezember 1931 vom französischen Astronomen Guy Reiss in Algier entdeckt wurde.
Der Name des Asteroiden ist vom nordafrikanischen Land Algerien abgeleitet.